# Hermann Tulichius
Hermann Tulichius (Steinheim, Paderborn, 1486 - Lüneburg, 28 de julho de 1540) foi um teólogo, pedagogo e reformador alemão. Frequentou a Escola da Catedral de Münster e foi influenciado particularmente pelo humanista e filólogo Johannes Murmellius (1480-1517). Em 1508, matriculou-se na Universidade de Wittenberg e em 1512 na Universidade de Leipzig. A princípio ele ganhava a vida como revisor de livros para Melchior Lotter, o Jovem (1499-1556). Durante esse período ele publicou os discursos de Cícero.

## Publicações
- „Tabulae de ratione faciendorum versuum“ wiederholt herausgab (Magdeburgi ap. Mich. Lottherum 1532 e 1536)
- Quin. Horatij Flacci, 1519